# Вегетарианство и религия
Вегетарианство играет значительную роль в таких индийских религиях, как индуизм, джайнизм и буддизм. Вегетарианство является обязательным для всех последователей джайнизма и широко практикуется в индуизме и буддизме махаяна.
В авраамических религиях (иудаизме, христианстве и исламе) и в сикхизме отношение к вегетарианству явным образом не сформулировано, хотя в Библии есть очень четкие рекомендации по употреблению мясной пищи.

## Индуизм
Многие индуисты практикуют вегетарианство и стараются руководствоваться в своей жизни принципом ахимсы (ненасилия). Индуисты ценят жизнь животных, признавая связь, существующую между всеми живыми существами во Вселенной. Одной из характерных черт индуизма является почитание коровы. По этой причине, большинство индуистов не употребляют в пищу говядину. Употребление в пищу других видов мяса и рыбы часто сводится к личным предпочтениям и вкусам.
Степень строгости следования вегетарианской диете среди индуистов зависит от многих факторов. Как правило, нарушение диетических норм считается в индуистском обществе оскверняющим и чревато негативными последствиями для семьи и кастовой группы. Употребление в пищу продуктов, считающихся нечистыми или просто неприемлемыми, негативно воспринимается среди индуистов.
Тесно связанная с индуизмом аюрведа и смежные дисциплины детально объясняют эффекты, получаемые в результате употребления в пищу тех или иных продуктов. Аюрведа уделяет внимание не тому, насколько правильно употребление определённого вида пищи с ритуальной точки зрения, а тому, какое влияние это оказывает на здоровье человека.

## Буддизм
В буддизме всегда велось много споров относительно вегетарианства.

### Тхеравада
Во времена Будды, мясоедение не было запрещено, но было значительно ограничено. Буддийским монахам не разрешалось не только убивать животных для своего пропитания, но даже возделывать землю, так как такая деятельность неизменно влекла за собой убийство живых существ. Монахам позволялось принятие в пищу мяса, пожертвованного семейными людьми, но только в тех случаях, когда животное не было убито специально для них. В «Дживака-сутте» говорится, что монахам не следует есть поднесенное им мясо животного в трех случаях: если было увидено, услышано или подозревается, что это животное было убито для них. Также буддист не мог просить, чтобы его угостили мясом. Кроме того, Будда запрещал монахам есть мясо десяти существ: гиены, змеи, леопарда, лошади, льва, медведя, пантеры, слона, тигра и человека.

### Махаяна
В таком тексте, как «Ланкаватара-сутра», утверждается, что бодхисаттва считает всех живых существ своими детьми и не может заниматься мясоедением. Говорится, что надлежащей пищей для бодхисаттв являются рис, зелень, зернобобовые, гхи, масло, мёд и сахар. О том, что употребление в пищу мяса является неблагим действием, говорится также в следующих сутрах махаяны: «Махапаринирвана-сутра», «Ангулимала-сутра», «Саддхарма-смритью-упастхана-сутра» (Сутра полной внимательности). В длинной «Шурангама-сутре» говорится, что в практике самадхи важнее всего контроль над собой при соблюдении «нравственных предписаний» (шила), предполагающих отказ от сексуального возбуждения, от порыва убивать кого-либо, от импульса брать чужие вещи и от желания есть мясо. В махаянской «Брахмаджала-сутре» («Сутра о сетях Брахмы», не путать с тхеравадинской «Брахмаджала-суттой») изложены обеты бодхисаттвы: 10 основных обетов и 48 второстепенных. Третий второстепенный обет: «Нельзя вкушать мяса». Этот вариант обетов бодхисаттвы традиционен в буддизме Дальнего Востока (тибетская традиция следует другой линии передачи обетов бодхисаттвы: 18 коренных и 46 второстепенных).
В Японии основу диеты дзэн-буддийских монахов составляла вегетарианская кухня сёдзин рёри.

### Ваджраяна
Крийя-тантра, относящаяся к так называемым «внешним тантрам», обязывает к «безукоризненной внешней чистоте» и к принятию «чистой пищи» — без мяса, лука, чеснока и алкогольных напитков.
В «Гухьясамаджа-тантре» утверждается, что сиддхи должны поедать «великое мясо» (махамамса) — плоть слона, лошади, собаки, коровы и человека, употреблять спиртные напитки и вступать в сношения с девицами презренных каст. Там также говорится, что для того, чтобы достичь «состояния алмазного существа», надо нарушать все моральные нормы (убивать, воровать, развратничать, лгать и так далее; см. Пять обетов). Однако традиционно считается, что эти рекомендации следует понимать не буквально, а как определенную работу с психикой адепта, нацеленную на разрушение привязанностей к определенным религиозно-этическим принципам через парадокс и шок.

### Обычаи. Современность
Далеко не все буддисты были или являются вегетарианцами. Вегетарианства придерживаются тхеравадинские монахи. В целом, в странах, где распространён буддизм тхеравады, вегетарианство считается желательным, но практикуется мало. Вегетарианство является важной религиозной нормой китайского буддизма. Исторически, когда жители японских рыбацких деревень обратились в буддизм, они не прекратили рыбный промысел и употребление рыбы в пищу. В высокогорных регионах Гималаев трудно выращивать достаточное для пропитания количество овощей. По этой причине тибетцы вынуждены были забивать животных на пропитание, но старались убивать как можно меньшее их число. Например, так как мясо одного яка может прокормить гораздо большее количество людей, чем мясо курицы, тибетцы предпочитали забивать одного яка вместо нескольких кур. Однако, в других буддийских контекстах, убийство больших животных считалось гораздо более худшим, чем убийство малых. Далай-лама XIV неоднократно призывал тибетцев если не отказаться от мяса, то хотя бы сократить его употребление до минимума. Также он объявил традиционную церемонию посвящения Калачакры с 2006 года строго вегетарианской.
Многие западные буддисты отдают предпочтение вегетарианской диете и считают, что все буддисты должны следовать вегетарианству. Такое отношение также повлияло на живущих на Западе буддистов из тибетской и других традиционно невегетарианских культур. В целом, однако, буддисты стараются не следовать догматическим взглядам как в этой, так и в других областях, считая, что это препятствует духовному прогрессу. Следовать или нет вегетарианской диете, как правило, является личным выбором каждого буддиста.
Надо отметить, что вегетарианство в индо-буддийской традиции связано не с «нечистотой» некоторых животных (например, свиньи в иудаизме, исламе, у адвентистов седьмого дня), а с сострадательным отношением (каруна) к ним и с принципом ненасилия (ахимса). Те буддисты, которые выбирают вегетарианство, обосновывают это следующим: если бы животных не ели, то их бы и не убивали.

## Сикхизм
Сикхский свод правил поведения запрещает употребление в пищу халяльного мяса, то есть мяса забитых по мусульманскому обычаю животных. Одни сикхи рассматривают этот запрет как разрешение на употребление мяса животных, забитых другим способом, а другие — как полный запрет мясоедения. Основной священный текст сикхов, «Гуру Грантх Сахиб», не даёт ясного представления об отношении сикхов к вегетарианству. Гуру Нанак комментирует в ряде стихов отношение индуистских брахманов к мясоедению как к оскверняющей практике. Он, в частности, утверждает, что в круговороте жизни трудно быть свободным от насилия над другими живыми существами, к которым он также относит растения. В сикхских текстах также описываются истории о том, как поздние сикхские гуру занимались охотой и ели мясо.
На практике, большинство жителей Пенджаба употребляют в пищу гораздо меньше мяса, чем в среднем люди на Западе. Также как и индуисты, сикхи, как правило, исключают из своего рациона говядину. Исторически, это делалось из экономических соображений. Таким образом сохранялось поголовье коров и быков, обеспечивавшее крестьян молоком, использовавшееся для вспахивания земли и перевозки грузов. 

## Зороастризм
В зороастризме не существует ярко выраженных пищевых запретов. Основное правило — пища должна приносить пользу. Вегетарианство традиционно зороастризму не свойственно. В пищу можно употреблять мясо всех копытных животных и рыбу. Хотя корове отдаётся большое уважение, упоминания о ней часто встречаются в Гатах, практики запрета на говядину не существует. Также нет запрета на свинину. Тем не менее зороастрийцам предписывается бережное отношение к скоту, запрещаются дурное обращение с ним и бессмысленные убийства, предписывается ограничивать себя в потреблении мяса в разумных пределах.
Пост и сознательное голодание в зороастризме прямо запрещены. Существуют только четыре дня в месяце, в которые предписывается отказываться от мяса.

## Ислам
Вопрос допустимости вегетарианства в исламе дискуссионен; встречаются мнения о допустимости, желательности и запретности отказа от мясной пищи. Подавляющее большинство мусульман едят мясо, однако существует и небольшое количество вегетарианцев и веганов, исповедующих ислам. Отдельно обсуждается вопрос обязательности жертвоприношения на Курбан-байрам: хотя большинство факихов не считают убийство животного обязательным, многие верующие убеждены в обратном.